# تپه قالاچیق مسقران
تپه قالاچیق مسقران مربوط به عصر آهن دو - هزاره اول قبل از میلاد است و در شهرستان ورزقان، بخش مرکزی، دهستان ازومدل شمالی، ۳۰ متری شرق روستای مسقران واقع شده و این اثر در تاریخ ۲۷ اسفند ۱۳۸۷ با شمارهٔ ثبت ۲۶۴۲۵ به‌عنوان یکی از آثار ملی ایران به ثبت رسیده است.